# Oswestry Town Football Club
L'Oswestry Town Football Club era una società calcistica con sede nella città di Oswestry. La squadra, pur avendo base in una città dell'Inghilterra (seppur molto vicina al confine col Galles), ha partecipato alle competizioni calcistiche inglesi e gallesi.

## Storia
Il club fu fondato nel 1860 col nome di Oswestry United Football Club e fu uno dei membri fondatori della Football Association of Wales nel 1876.
La squadra ha militato in vari campionati regionali inglesi quali Birmingham & District League, Cheshire County League, Southern League Division One North e Northern Premier League.
Ha inoltre preso parte a diverse edizioni della F.A. Cup e della Welsh Cup (vinta in due occasioni).
Il club ebbe gravi problemi economici durante gli anni 70, i consistenti debiti accumulati costrinsero la società a vendere lo stadio di Victoria Road, sede storica delle partite del club. La situazione si aggravò ulteriormente negli anni 80 e la società fu costretta a sciogliersi nel 1988.
Nel 1994 il club fu rifondato e decise di aderire al nuovo sistema dei campionati gallesi; giocò nella Cymru Alliance dalla stagione 1995/96 sino alla stagione 1999/2000 quando ottenne la promozione in Welsh Premier League.
Nel 2003 il club, travolto da una grave crisi finanziaria, annunciò la sua intenzione di confluire nella squadra del Total Network Solutions del vicino villaggio di Llansantffraid-ym-Mechain. L'unione delle due squadre fu approvata dalla federazione gallese ma inizialmente incontrò l'opposizione della FIFA. Dopo la presentazione di un appello contro la decisione della confederazione europea il club vide soddisfatte le sue richieste ed ottenne il via libera per la fusione.
Il nuovo club venne rinominato The New Saints nel 2006, riprese nelle divise i precedenti colori del club di Llansantffraid (bianco e verde) ma inserì nel proprio stemma il leone dorato, simbolo di Oswestry.

## Allenatori
- Johnny Morris (1967-1969)
- Ken Roberts (1983-1984)

## Palmarès

### Competizioni nazionali
- Coppa del Galles: 2

1900-1901, 1906-1907
- Cymru Alliance: 3

1995-1996, 1997-1998, 1999-2000

### Competizioni regionali
- Welsh National League (Wrexham Area): 1

1994-1995

### Altri piazzamenti
- Coppa del Galles:

Semifinalista: 1878-1879, 1886-1887, 1938-1939, 1955-1956, 1970-1971